# Es (プロレス)
es（エス）とは、全日本プロレスのプロレスラー真田聖也と征矢学のタッグチーム。

## 経歴
2009年8月29日、全日本プロレス両国国技館大会にて、真田と征矢のタッグがアジアタッグ王座を獲得。翌日の披露会見で、タッグチーム名を一般公募した。
9月10日に二人がそれまで所属していた新世代軍が解散し、元メンバー達は、それぞれが求めているものを追求し戦う、という事になった。
9月20日、大会開始前の大和タイムで、チーム名を発表。『es』の意味は、『e…エネルギッシュにエキサイトしてエボリューションする　s…真田、征矢の頭文字』である。
2011年10月23日、アジアタッグ王座陥落後に活動休止。

## メンバー
- 真田聖也
- 征矢学

## タイトル歴
全日本プロレス
- アジアタッグ王座（第84代、第86代）